# كوكوبونجي (طوكيو)
مدينة كوكوبونجي (باليابانية: 国分寺市 كوكوبونجي) هي مدينة تقع في طوكيو، اليابان.
في عام 2008، وصل التعداد السكاني للمدينة إلى 117,335 نسمة، والمساحة الإجمالية 11.48 كم مربع. تم تأسيس المدينة في الأول من نوفمبر 1964. من أهم المواقع في كوكوبونجي هو المعهد المركزي أبحاث شركة هيتاتشي.

## تعليم
يوجد 10 مدارس ابتدائية، وخمس مدارس إعدادية في مدينة كوكوبونجي. كما يوجد مدرسة ثانوية يشرف عليها مجلس تعليم محافظة طوكيو.

## اقتصاد
كوكوبونجي هي المركز الرئيسي لمخابر أبحاث شركة هيتاتشي، والذي يضم واحد من أكبر المحيطات الطبيعية في منطقة طوكيو.

## أعلام
- كو نيشيمورا
- آمي كوشيميزو
- ماسانوري آبي

## وصلات خارجية
- موقع مدينة كوكوبونجي باللغة اليابانية
- موقع مدينة كوكوبونجي باللغة الإنكليزية